# Nhà văn
Nhà văn hay Tác gia (chữ Hán: 作家) là người chuyên sáng tác ra các tác phẩm văn học, đã có tác phẩm được công bố và ít nhiều được độc giả thừa nhận giá trị của một số tác phẩm.
Kỹ năng của các nhà văn thể hiện qua kỹ năng sử dụng ngôn ngữ để mô tả một ý tưởng, một câu chuyện một phong cảnh, dù đó là sự hư cấu hay thực tế.
Nhà văn tuy thường được hiểu là người sáng tác ra các tác phẩm văn xuôi, tuy nhiên khái niệm nhà văn vẫn có độ mở nhất định khi bao gồm cả những thể loại văn học như thơ, văn xuôi, tiểu thuyết, kịch bản văn học. Dựa trên khuynh hướng sáng tác, loại thể chuyên sáng tác của từng tác giả văn học, nhà văn có thể được xếp vào các vị trí khác nhau như nhà thơ, tiểu thuyết gia, nhà soạn nhạc kịch, sử gia, ký giả (nhà báo), nhà viết kịch bản phim,...
Các thông tin của nhà văn thường đóng góp vào để tạo ra nền văn hóa của một xã hội và xã hội đó có thể được thể hiện ra từ giá trị của các tác phẩm được viết, hay là các tác phẩm văn chương, cũng giống như nghệ thuật,...